# Ruta Estatal de California 128
La Ruta Estatal de California 128, y abreviada SR 128 (en inglés: California State Route 128) es una carretera estatal estadounidense ubicada en el estado de California. La carretera inicia en el Sur desde la SR 1     cerca de Albion hacia el Norte en la I 505     en Winters. La carretera tiene una longitud de 194 km (120.52 mi).

## Mantenimiento
Al igual que las autopistas interestatales, y las rutas federales y el resto de carreteras estatales, la Ruta Estatal de California 128 es administrada y mantenida por el Departamento de Transporte de California por sus siglas en inglés Caltrans.

## Cruces
La Ruta Estatal de California 128 es atravesada principalmente por la  US 101  SR 29   en Cloverdale y Calistoga.